# Teodora

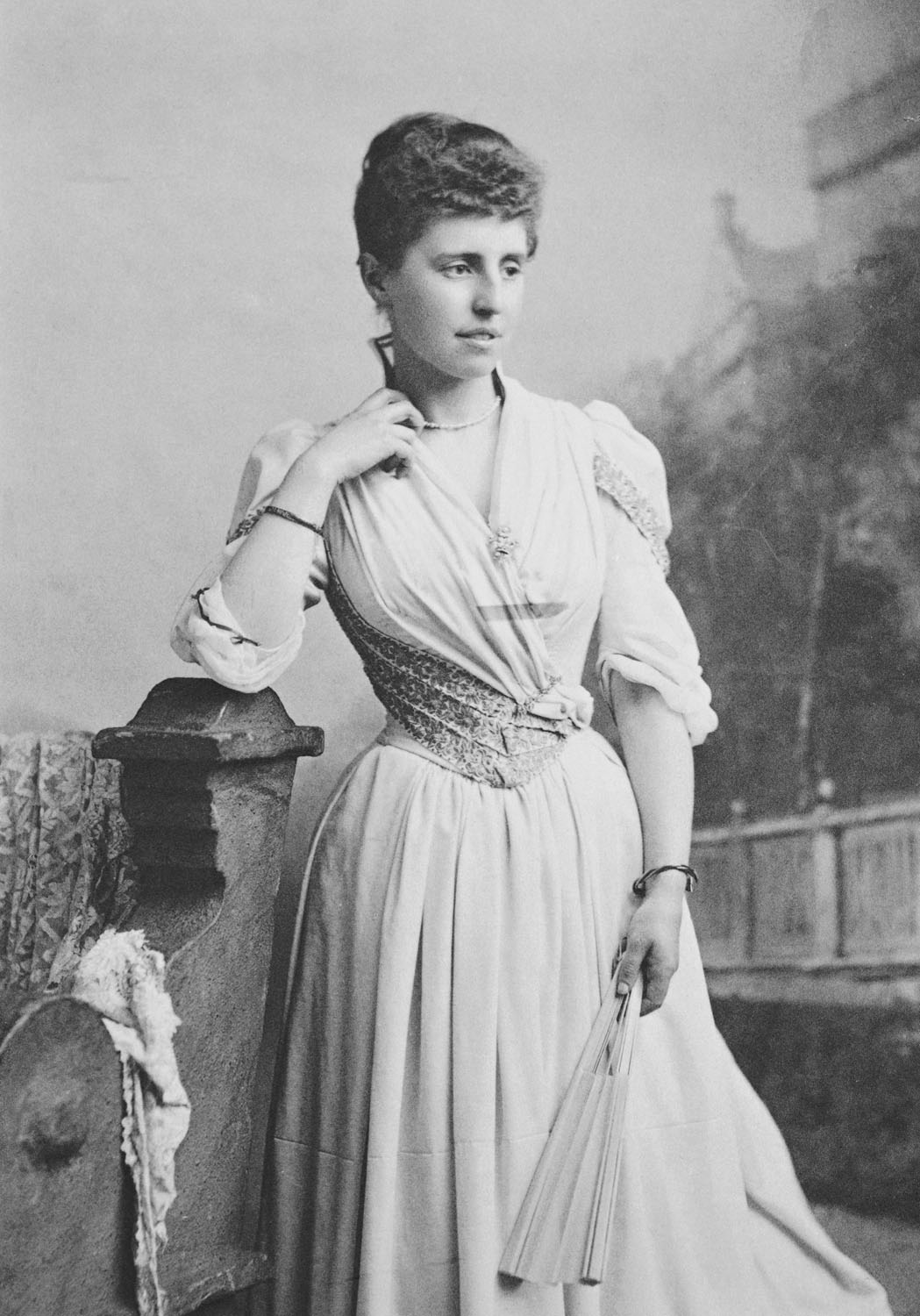
Feodora Gleichen cirka 1890.

Teodora eller Theodora är ett kvinnonamn med grekiskt ursprung och femininform av Teodor som är bildat av theos - "gud" och doron - "gåva". Feodora är den ryska formen.
Theodora var kejsarinna av Konstantinopel på 500-talet e.Kr. med arameisk-syriansk härkomst. Hon var dotter till en syriansk präst från Mambij. 
Theodora var en mäktig kejsarinna som regerade med maken Justinianus under tiden 527-548 e.Kr. Hon är känd för att ha slagit ned Nikaupproret år 532 och räddade staden från erövring. En vacker avbildning av mosaik på Theodora och Justinianus finns i San Vitalekyrkan i Ravenna, Italien.
Namnet har använts i Sverige sedan mitten av 1600-talet, men är mycket ovanligt. Sedan det kom med i almanackan 2001 har det dock ökat något. 
Den 31 december 2008 fanns det totalt 922 personer i Sverige med namnet Teodora eller Theodora, varav 405 med det som tilltalsnamn.
År 2003 fick 10 flickor något av namnen, varav 7 fick det som tilltalsnamn.
Namnsdag: 9 november  (sedan 2001)

## Personer med namnet Teodora/Theodora/Feodora
- Teodora och Didymus (300-talet), martyrer
- Flavia Maximiana Theodora dotter till den romerske kejsaren Maximianus och kejsaren Constantius I Chlorus andra hustru.
- Theodora (500-talet), bysantinsk kejsarinna och Justinianus I:s gemål.
- Theodora (800-talet), bysantinsk kejsarinna under 800-talet.
- Theodora (900-talet), romersk senatrix och mor till Marozia.
- Theodora (1000-talet), bysantinsk kejsarinna som regerade 1055–1056.
- Théodore Guérin, katolskt helgon
- Feodora av Leiningen, tysk furstinna
- Sibylla Calma Marie Alice Bathildis Feodora, prinsessa, mor till kung Carl XVI Gustaf och hans systrar.